# Haichemys ulensis
Haichemys ulensis — викопний вид черепах, єдиний у вимерлій родині Haichemydidae.
Знайдена у відкладеннях формації Гайчин Ула (крейдовий період, Монголія). Карапакс сягав 20 см у діаметрі.